# Benefit (album)
Benefit je třetí album skupiny Jethro Tull. Bylo vydáno v dubnu 1970. Bylo to první album Jethro Tull, na kterém se objevil klávesista John Evan.
Svým třetím albem opustili Jethro Tull definitivně blues a jejich zvuk vykrystalizoval v originální směs folku a rocku. Základní melodii nese povětšinou Andersonova akustická kytara, přes niž slyšíme dominantní riffy elektrické kytary Martina Barreho, která písním dodává hutnější nádech. Dosti překvapivě je zde oproti jiným deskám trochu upozaděna flétna, která v některých písních vůbec nezazní. Skupina tak místy budí dojem, jakoby přecházela k čistě kytarovému projevu, jejž jí manažeři původně chtěli vtisknout. To je však jen zdání a Anderson se bude i nadále držet svého obvyklého nástroje. Jako nový element v hudbě Jethro Tull se na této desce objevuje klavír, za nímž seděl John Evans, tehdy ještě ne plnoprávný člen skupiny. Klavírní rytmy ozvláštnily a svým způsobem zjemnily rockové ladění celého alba, které v některých pasážích svým zvukem předznamenává projev skupiny na nejslavnějších deskách Aqualung a zejména Thick as a Brick.

## Obsazení
- Ian Anderson: zpěv, kytara a flétna
- Martin Barre: elektrická kytara
- Glenn Cornick: baskytara
- Clive Bunker: bicí
- John Evan: klavír a varhany

## Seznam stop US
(Všechny skladby jsou od Iana Andersona)
1. With You There To Help Me – 6:15
2. Nothing To Say – 5:10
3. Inside – 3:46
4. Son – 2:48
5. For Michael Collins, Jeffrey And Me[1] – 3:47
6. To Cry You A Song – 6:09
7. A Time For Everything? – 2:42
8. Teacher – 3:57
9. Play In Time – 3:44
10. Sossity; You're A Woman – 4:31

## Seznam stop UK
1. With You There To Help Me – 6:15
2. Nothing To Say – 5:10
3. Alive and Well and Living In – 2:43
4. Son – 2:48
5. For Michael Collins, Jeffrey And Me – 3:47
6. To Cry You A Song – 6:09
7. A Time For Everything? – 2:42
8. Inside – 3:38
9. Play In Time – 3:44
10. Sossity; You're A Woman – 4:31

## Remaster
CD remasterované v roce 2001 má sled skladeb jako seznam stop UK a byly přidány následující čtyři skladby:
- Singing All Day
- Witch's Promise
- Just Trying To Be
- Teacher